# Emerson Olavo Pires
Emerson Serpa Pires, mais conhecido como Emerson Olavo Pires, (Goiânia, 11 de fevereiro de 1971 – Brasília, 21 de junho de 2015) foi um empresário e político brasileiro, outrora deputado federal por Rondônia.

## Dados biográficos
Filho de Olavo Gomes Pires Filho e Ana Maria Gueiros Serpa. Quando residia em Curitiba, ingressou na Juventude do PSDB em 1989 e no ano seguinte tornou-se sócio e diretor na Vepesa Motorauto (empresa fundada por seu pai) em Porto Velho. Assumiu a presidência da juventude partidária a qual pertencia em 1993, elegeu-se deputado federal em 1994, mas figurou como suplente no pleito seguinte.
Seu pai elegeu-se deputado federal em 1982 e senador por Rondônia em 1986, sendo assassinado na capital rondoniense em 16 de outubro de 1990, em plena campanha para o governo estadual.